# Ardisia baotingensis
Ardisia baotingensis är en viveväxtart som beskrevs av C.M. Hu. Ardisia baotingensis ingår i släktet Ardisia och familjen viveväxter. Inga underarter finns listade i Catalogue of Life.